# Termes d'Antoní
Les termes d'Antoní eren un edifici monumental romà dedicat a banys calents i freds, situat al recinte arqueològic de Cartago, a Tunísia.
Va ser l'edifici principal de la Cartago romana i es va construir a la vora del mar en temps de l'emperador Antoní Pius (142-162). Actualment forma part del que es coneix com a Jaciment arqueològic de Cartago, i només en resta el soterrani, amb les sales amb voltes que aguantaven les sales de bany que eren al damunt. A l'eix central, hi havia un gran frigidari (zona de banys freds) de 47 x 22 metres, aguantat per vuit grans columnes de granit, de les quals només una ha estat reconstruïda per mostrar l'efecte als visitants i representar l'altura real, que era de 15 metres, incloent-hi el capitell. També a l'eix central hi havia la sala de banys calents (caldari), en forma de cúpula. D'una part i de l'altra, se situaven simètricament les diverses sales, totes a l'entorn del pati o cort amb sostre, que constituïa la palestra. L'edifici era gegantí, com es pot veure en la reconstrucció exhibida a l'entrada.
Les termes van ser objecte d'una restauració important entre els anys 388 i 392, després de què un terratrèmol va fer caure una gran part de les voltes del frigidari (sala freda). Més tard, els soterranis del caldarium (sala calenta) van ser usats com a taller d'un terrissaire, però les termes van seguir funcionant durant la dominació del territori per l'Imperi Romà d'Orient, encara que només en part. Aquesta reorganització es podria haver dut a terme cap a l'any 530.
El lloc es va abandonar definitivament l'any 638 segons alguns autors. Les restes de les termes van servir de material de construcció, perquè la seva situació vora el mar feia possible el trasllat dels marbres a Tunis i encara més lluny, a Pisa, a Gènova i fins i tot a Canterbury.
A l'àrea de les termes, hi ha també els recintes arqueològics romans del Decumanus nord (III a V) i del Cardo est (XVI a XVII), amb vil·les privades amb mosaics, i la basílica anomenada de Dermech, descoberta al segle xix, que, tot i que en resta molt poca cosa, s'hi va trobar un mosaic rellevant.

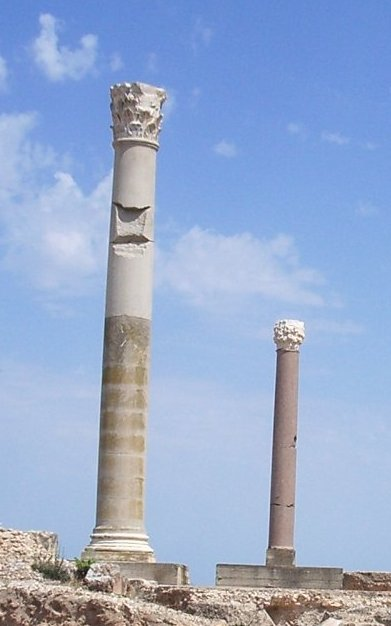
Columnes
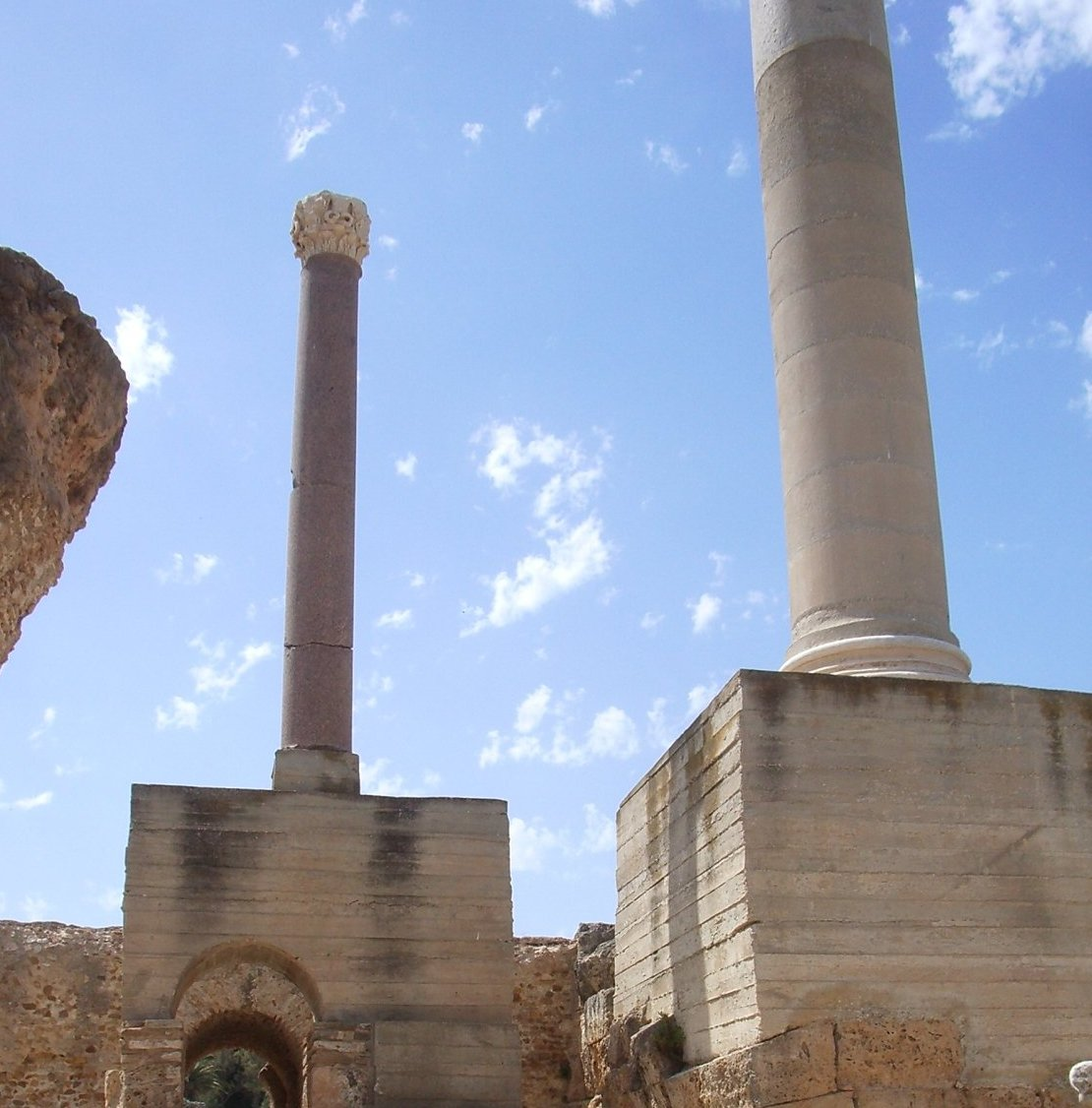
Columnes
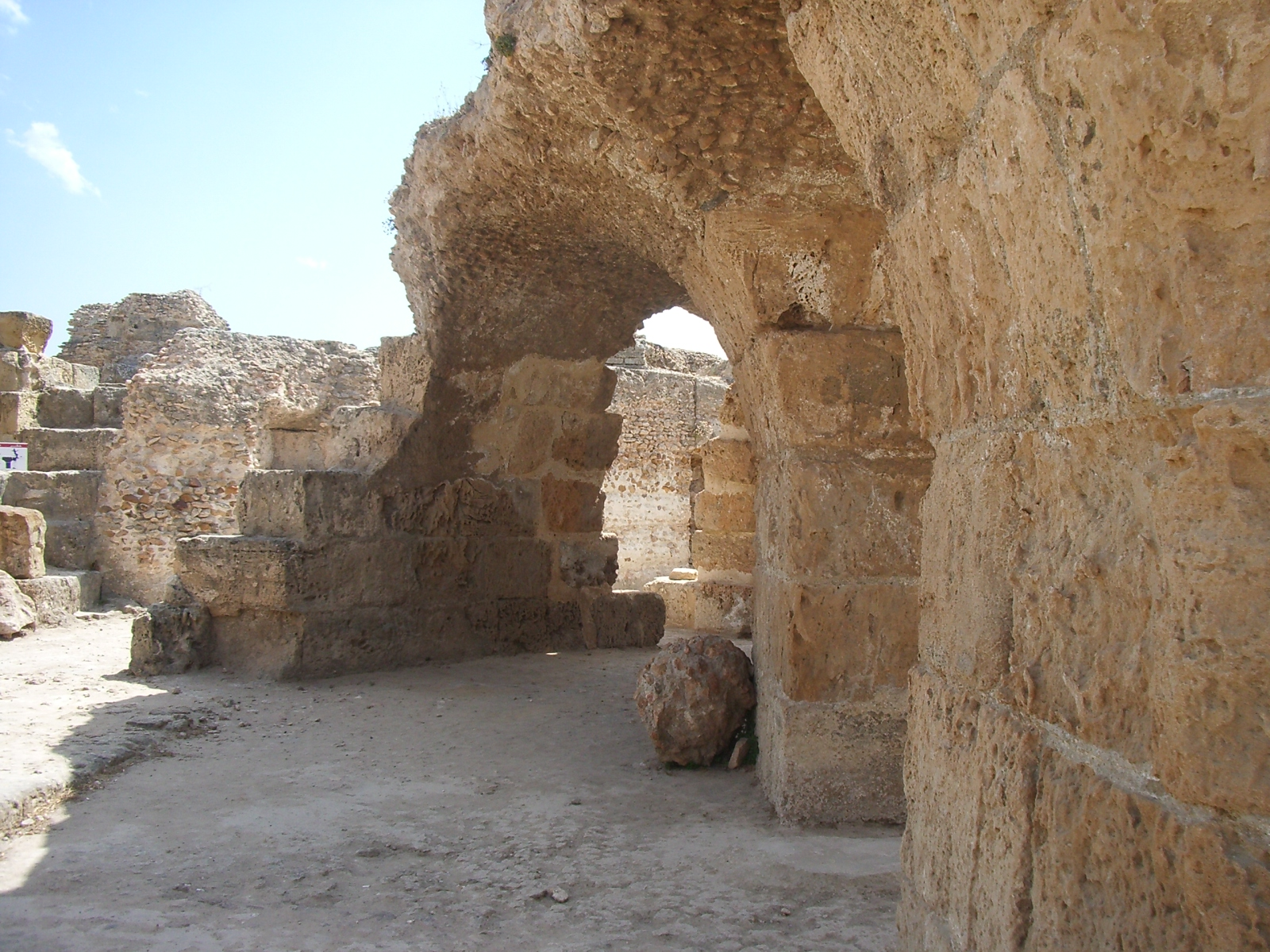
Ruïnes
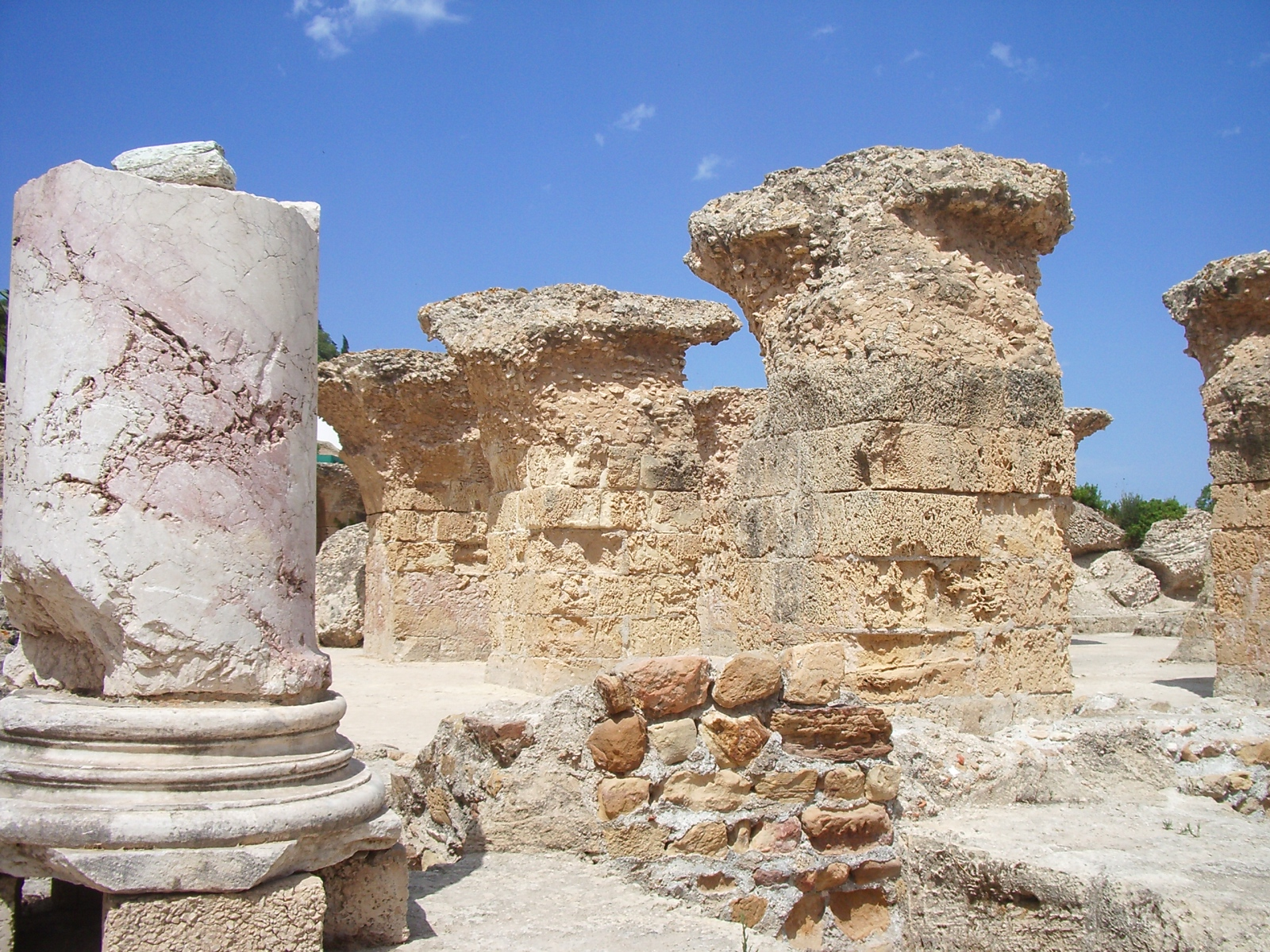
Ruïnes
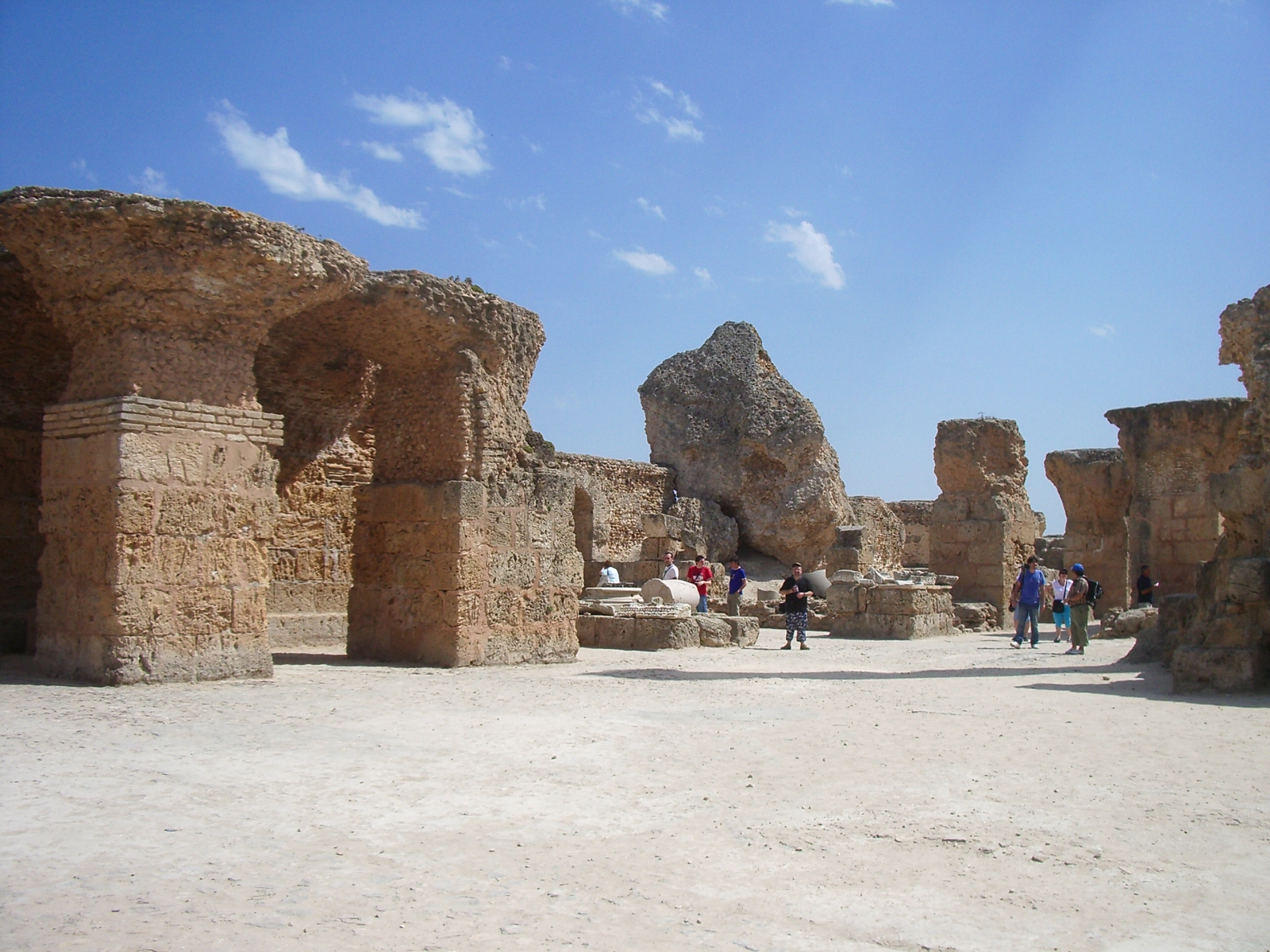
Ruïnes
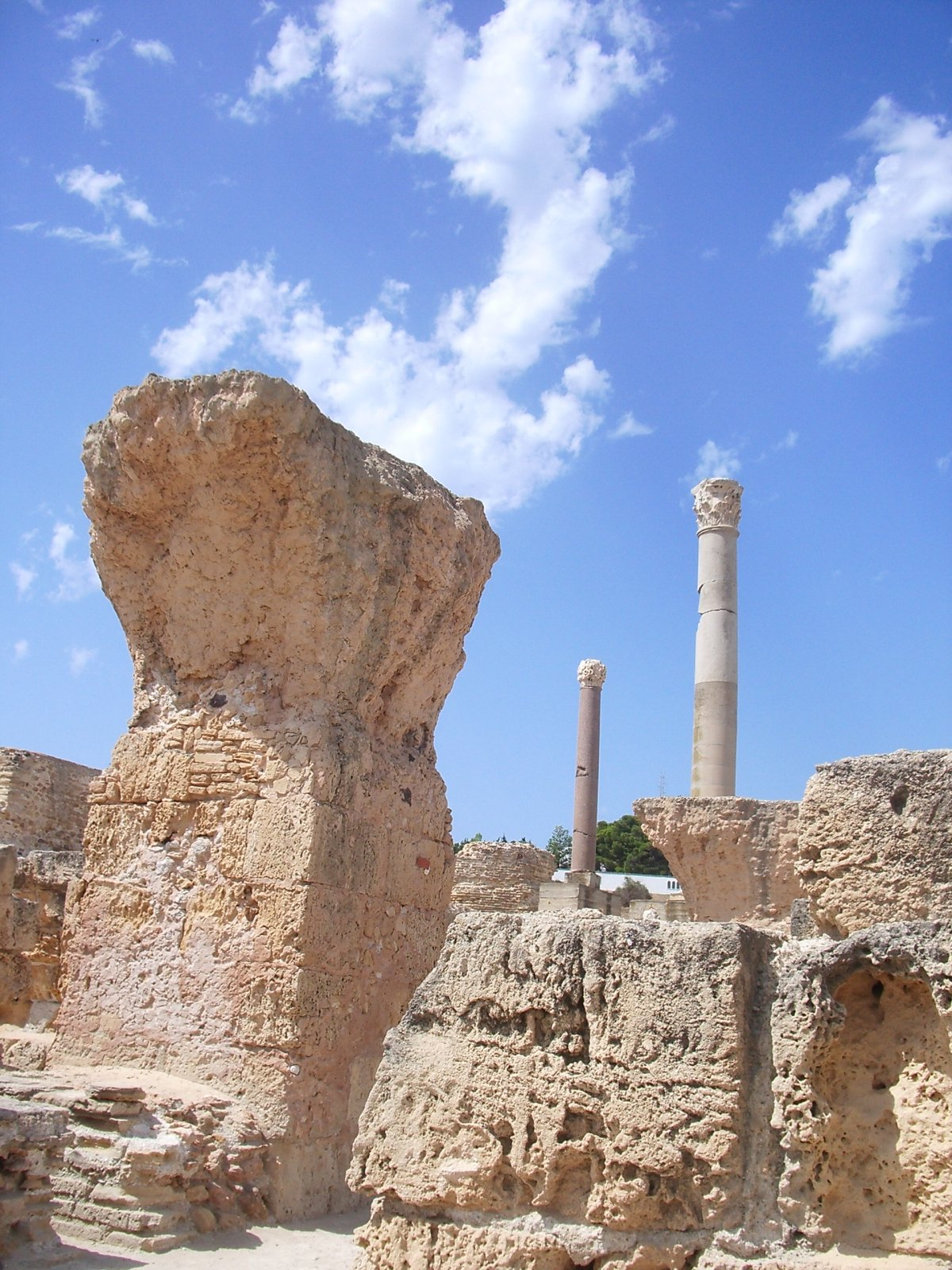
Ruïnes
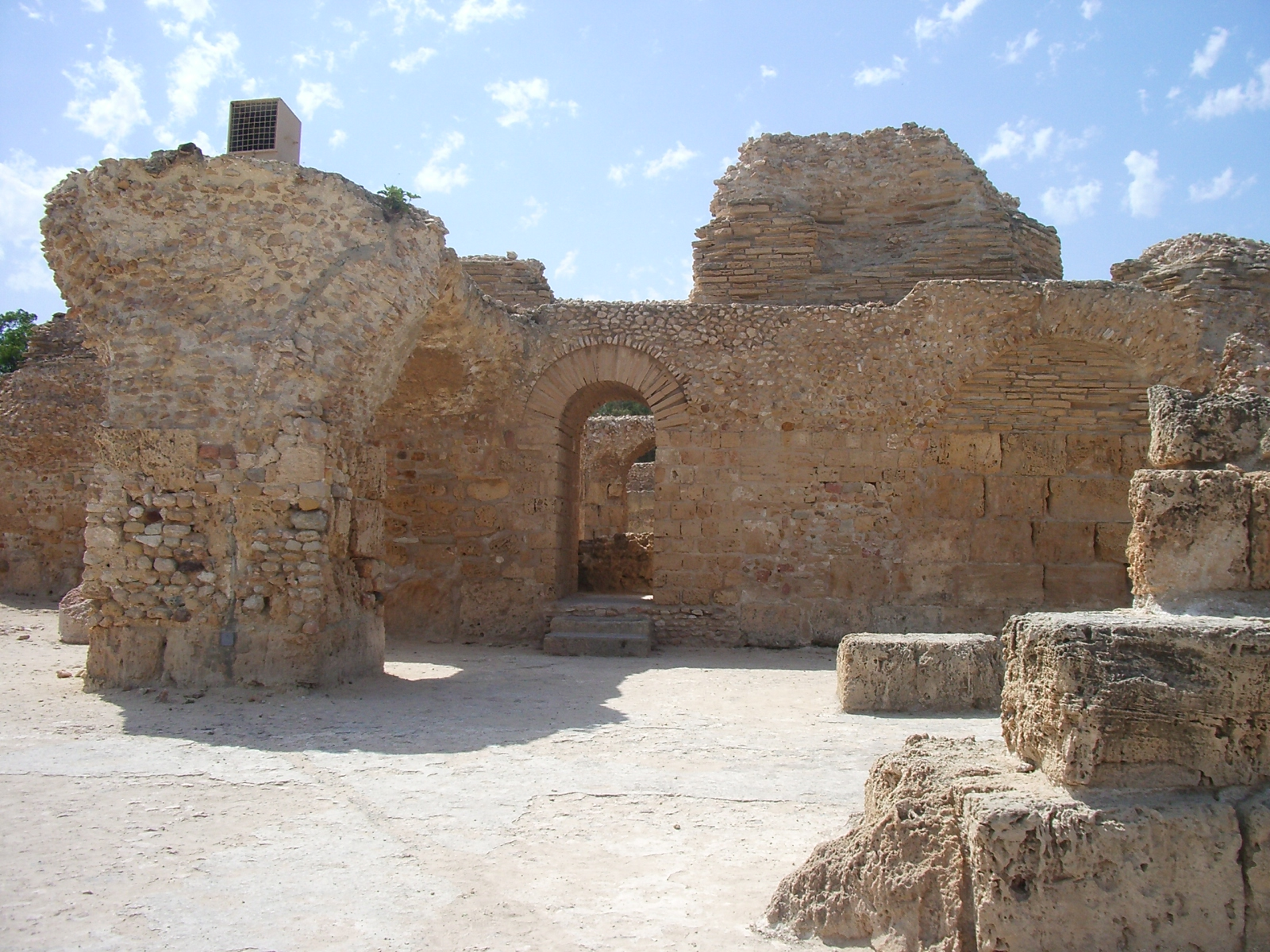
Ruïnes
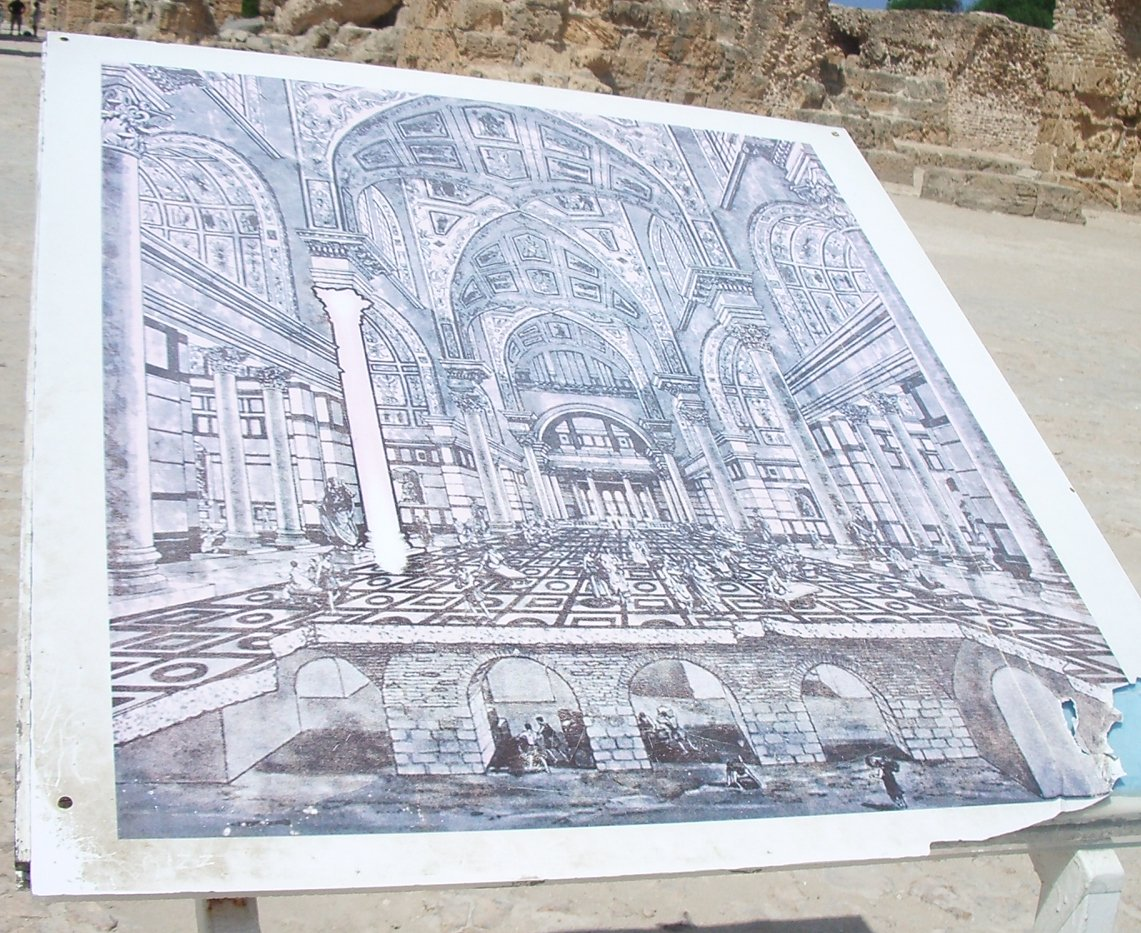
Reconstrucció en dibuix
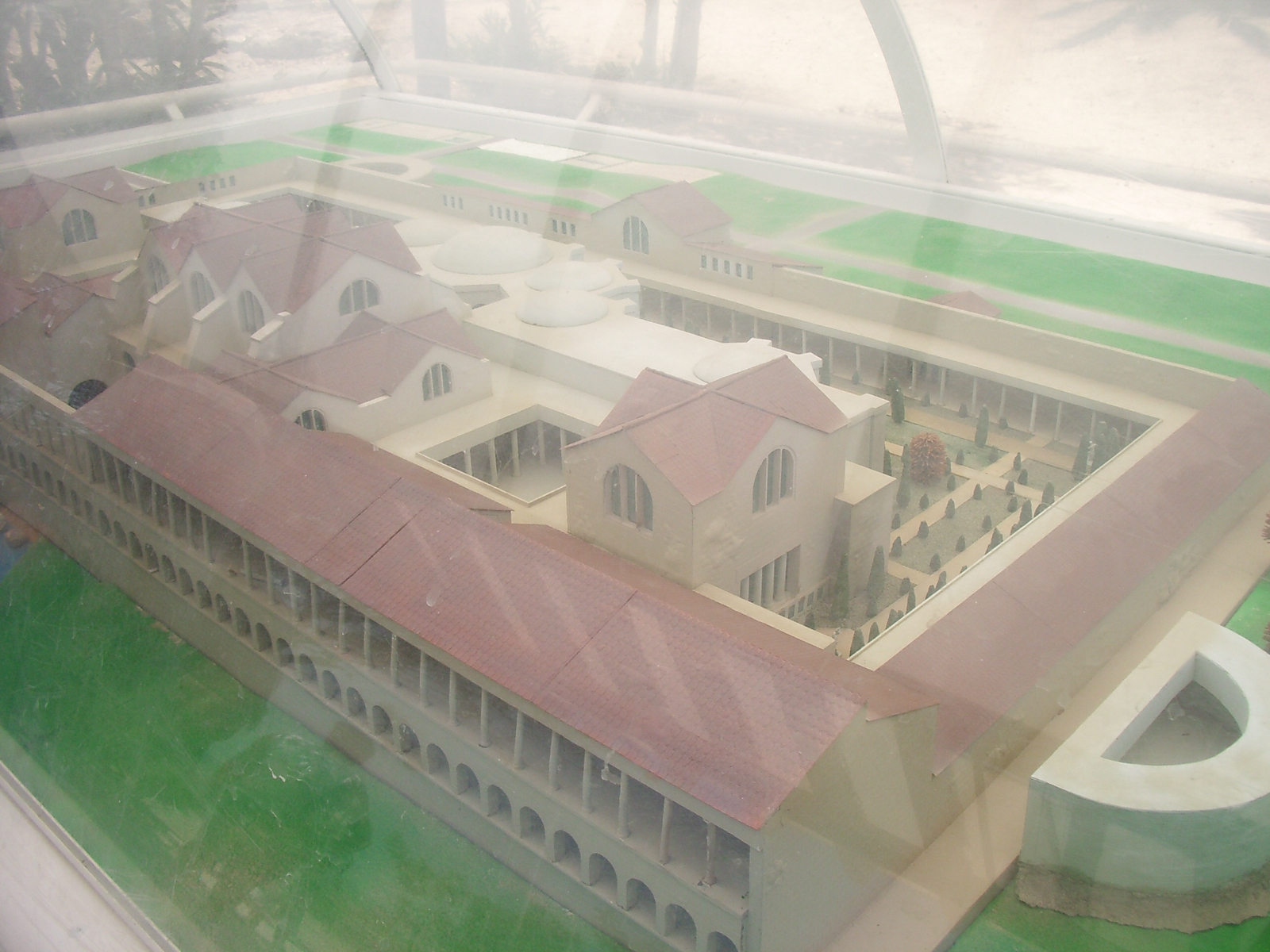
Maqueta de les termes d'Antoní